# Senés de Alcubierre
Senés de Alcubierre là một đô thị trong tỉnh Huesca, Aragon, Tây Ban Nha. Theo điều tra dân số 2004 (INE), đô thị này có dân số là 50 người.

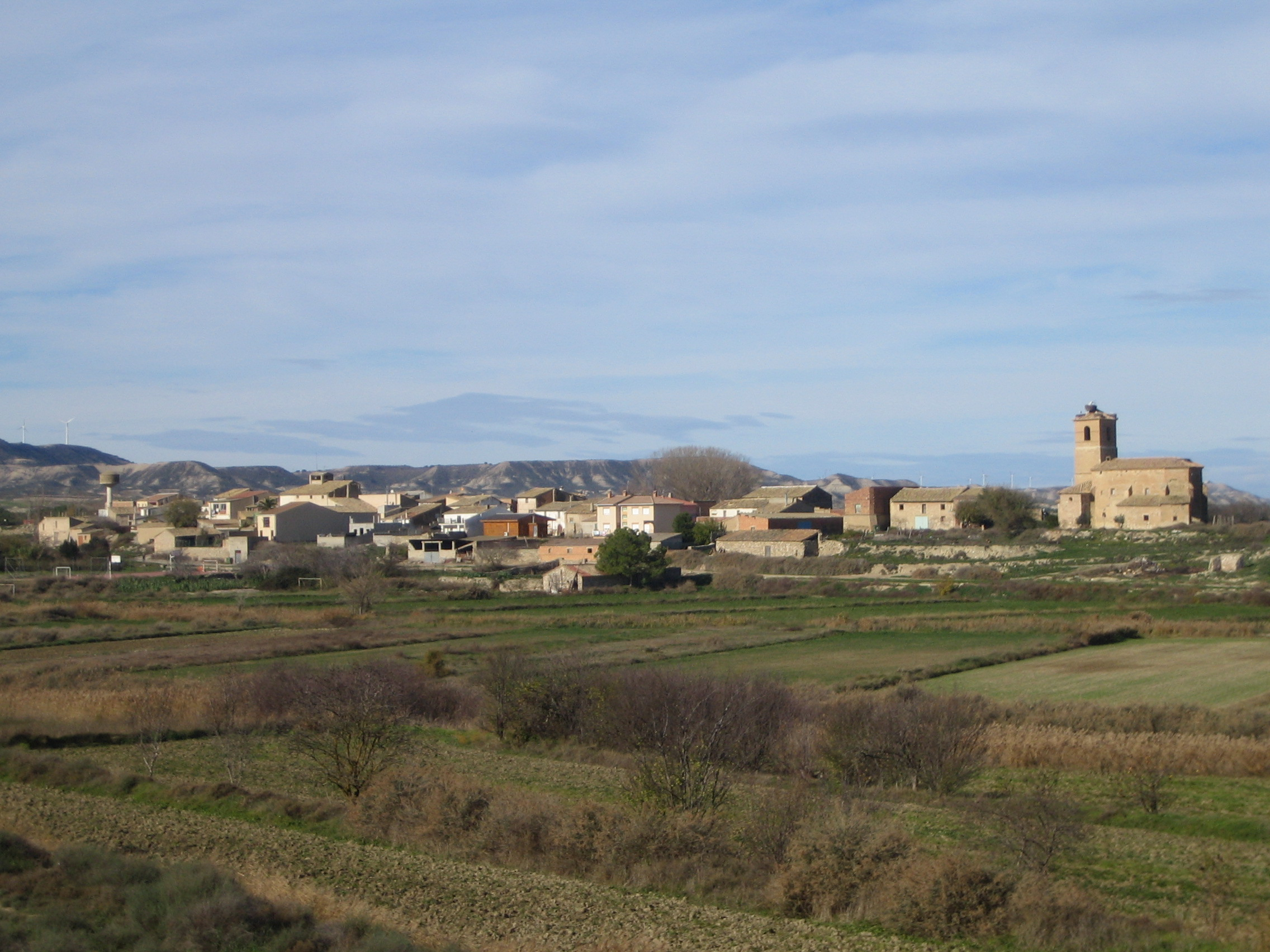
Senés de Alcubierre.